# Puerta falsa

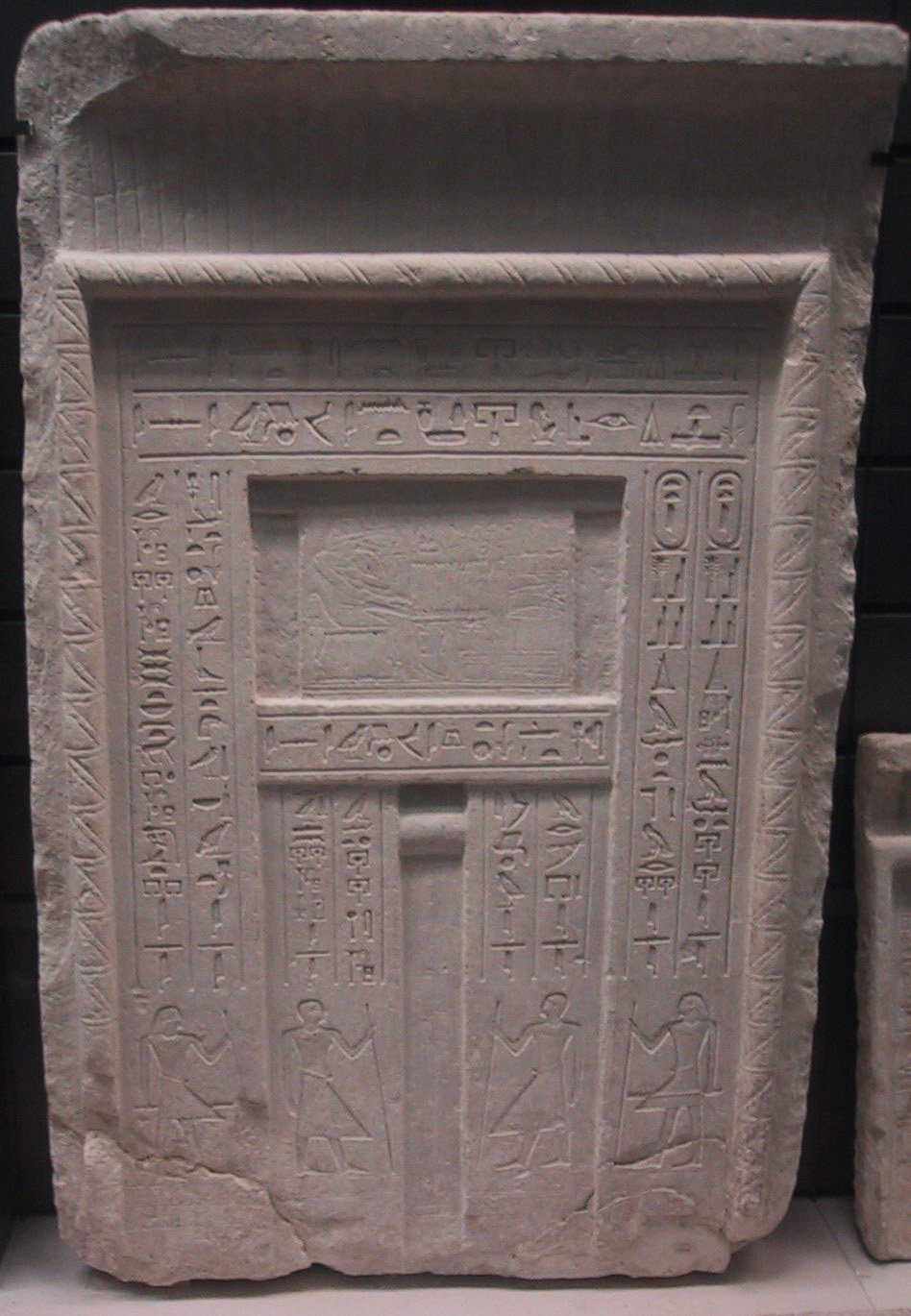
Una falsa puerta de una tumba egipcia. En la parte superior, bajo el falso cierre, hay una imagen del fallecido ante una mesa de ofrendas. En los paneles laterales está la lista de ofrendas.

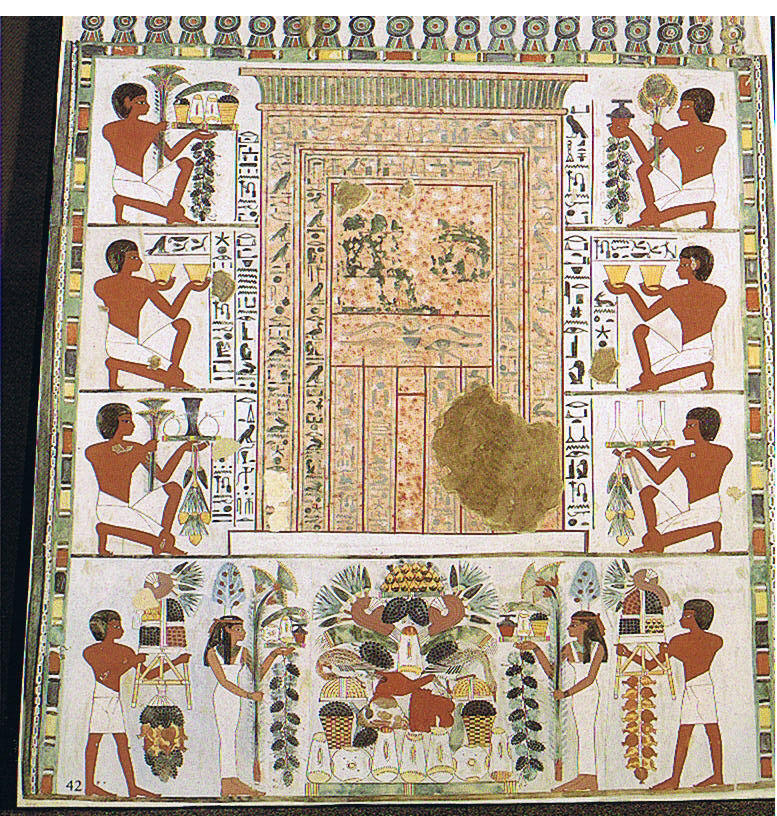
Falsa puerta pintada en la tumba de Najt. Las ofrendas están pintadas en lugar de relacionadas.

Una puerta falsa es un elemento arquitectónico existente en las tumbas del Antiguo Egipto. Los egipcios creían que la falsa puerta era un umbral entre el mundo de los vivos y el de los muertos, y que a través de ella una deidad o el espíritu del fallecido podían entrar y salir. La puerta falsa suele ser el punto principal de la cámara de ofrendas de una tumba, donde los miembros de la familia podían colocar obsequios para el difunto en una losa especial situada delante de la puerta.
La mayoría de las puertas falsas se encuentran en la pared oeste de la capilla funeraria o cámara de las ofrendas porque los egipcios asociaban al oeste con la tierra de los muertos. En muchos mastabas, tanto el marido como la esposa tenían su propia puerta falsa.

## Descripción
Una falsa puerta por lo general está tallada en un solo bloque de piedra o en una plancha de madera o incluso pintada, no está destinado a funcionar como una puerta normal. Situado en el centro de la puerta hay un panel plano o nicho, en torno al cual varios pares de jambas transmiten la ilusión de profundidad, y una serie de marcos, la entrada a un pasillo. Un tambor semi-cilíndrico, tallado directamente encima del panel central, imita el sello rojo con el que se cerraban las puertas reales. 
La puerta estaba enmarcada con una serie de molduras y dinteles y una escena que representaba al fallecido delante de una mesa de ofrendas. A veces, había imágenes talladas de los propietarios de la tumba en el nicho central de la puerta falsa. 

## Inscripciones
Los laterales están cubiertos por lo general con inscripciones con los nombres y títulos de los fallecidos, así como una serie fórmulas de ofrendas. Estos textos ensalzan las virtudes de los fallecidos y expresan deseos positivos para el más Allá. 
Por ejemplo, la falsa puerta de Anjires dice:
"El escriba de los documentos en la casa del dios, el proveedor de Anubis, el seguidor del gran Tjentet, Anjires".
El dintel dice: 
"Su hijo mayor fue el sacerdote lector Medunefer, quien hizo esto para él".
Y de izquierda a derecha se puede leer: 
"Un obsequio del rey y de Anubis, que habita en el divino santuario, para darle sepultura en el oeste por haberse hecho viejo lo más perfectamente posible.
Su hijo mayor, el sacerdote lector Medunefer, actuó en su nombre cuando fue enterrado en la necrópolis.
El escribano de los documentos de la casa del dios, Ankhires".

## Historia
La configuración de la falsa puerta, con su serie de jambas, proviene de un nicho con una fachada de palacio que se convirtió en un motivo arquitectónico en el periodo predinástico y el Imperio Antiguo. La puerta falsa se utilizó en primer lugar en mastabas de la tercera dinastía, y su uso se convirtió en casi universal en las tumbas de la  cuarta a sexta dinastías. Durante los casi ciento cincuenta años que abarcan los reinados de los faraones Meryra Pepy, Merenra I, y Neferkara Pepy, (dinastía VI), la falsa puerta sufrió una serie de cambios que afectan a la disposición de sus elementos, permitiendo a los historiadores fechar las tumbas por el estilo de falsa puerta que se utilizó en ellas.
Después del primer periodo intermedio la popularidad de las falsas puertas disminuyó, siendo sustituidas por estelas como principal superficie para la escritura de inscripciones funerarias; pero durante el Imperio Medio se comenzó a pintarlas en el interior de los sarcófagos, para que el difunto pudiese salir de él.

### Citas
1. ↑  Bard, Kathryn A. (1999). Encyclopedia of the Archaeology of Ancient Egypt. Routledge. ISBN 0415185890.
2. 1 2  Allen, James P. (2000). Middle Egyptian. Cambridge University Press. pp. 95. ISBN 0521774837.
3. ↑  Strudwick, Nigel C. (2005). Texts from the Pyramid Age. Ed. Brill. p. 239. ISBN 9004130489.
4. ↑  «The false door» (en inglés). University College London. 2001. Consultado el 2 de enero de 2012.
5. ↑  Strudwick, Nigel C. (1986). The Administration of Egypt in the Old Kingdom. Ed. Kegan Paul.
6. ↑  «El misterio de la vida eterna». Momias del Antiguo Egipto (en inglés). 2007. Consultado el 11 de febrero de 2008.